# Écluse de Wootton Rivers

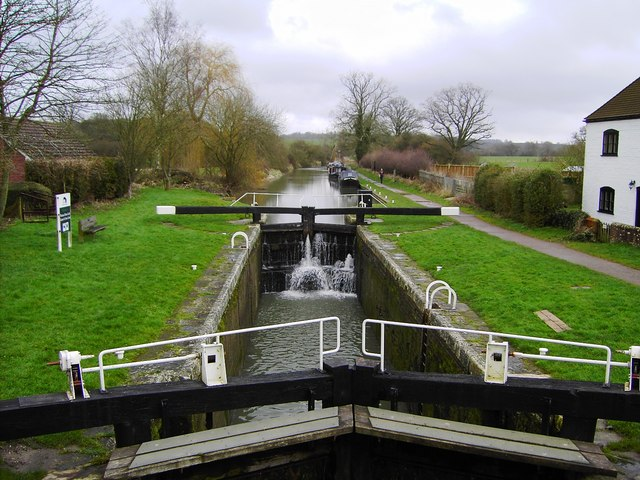
L’écluse de Wootton Rivers.

L’écluse de Wootton Rivers, également appelée écluse avale de Wootton Rivers, est une écluse sur le canal Kennet et Avon, à Wootton Rivers, dans le Wiltshire en Angleterre.
L’écluse de Wootton Rivers a été construite pendant la construction du canal entre 1794 et 1810 sous la supervision de l'ingénieur John Hore de Newbury. Le canal est administré par la British Waterways. L’écluse permet de franchir un dénivelé de 2,43 m (8 pi). Rivers Wooton a de plus trois écluses en amont, les écluses de Heaty Close, de Brimslade, et l’écluse amont de Wootton.
C’est un ouvrage classé grade II.